# Список войн Абхазии
В этом списке перечислены вооружённые конфликты в которых Республика Абхазия была одной из сторон, начиная с провозглашения независимости в 1992 году.
| Конфликт                           | Одна сторона                                                                            | Вторая сторона             | Результат |
| ---------------------------------- | --------------------------------------------------------------------------------------- | -------------------------- | --- |
| Война в Абхазии (1992—1993)        | Республика Абхазия Конфедерация горских народов Кавказа Батальон имени Баграмяна Россия | Грузия                     | Победа - Абхазия становитсяДе-факто Республикой.                                                             |
| Война в Абхазии (1998)             | Республика Абхазия Батальон имени Баграмяна                                             | Белый легион Лесные братья | Победа - Поражение грузинских полувоенных формирований.                                                      |
| Конфликт в Кодорском ущелье (2001) | Республика Абхазия                                                                      | Чеченское бандформирование | Победа - Чеченское нападение на Кодорское ущелье было отражено.                                              |
| Война в Грузии (2008)              | Россия Южная Осетия Республика Абхазия                                                  | Грузия                     | Победа - Поражение грузинских войск, полная утрата Грузией контроля над территориями Южной Осетии и Абхазии. |